# ميخائيل لي (متسابق دراجات نارية)
ميخائيل لي (بالإنجليزية: Michael Lee)‏ هو متسابق دراجات نارية بريطاني، ولد في 11 ديسمبر 1958 في كامبريدج في المملكة المتحدة.